# ASA Livorno
ASA (Azienda Servizi Ambientali) è la società che si occupa della gestione del SII (Servizio Idrico Integrato: captazione, potabilizzazione, distribuzione dell'acqua, gestione delle reti fognarie, smaltimento delle acque reflue) all'interno dell'ATO n. 5 "Toscana Costa", comprendente 33 comuni delle province di Livorno, Pisa e Siena e della distribuzione del gas metano nei comuni di Livorno, Collesalvetti, Rosignano Marittimo, Castagneto Carducci e San Vincenzo.

## Storia

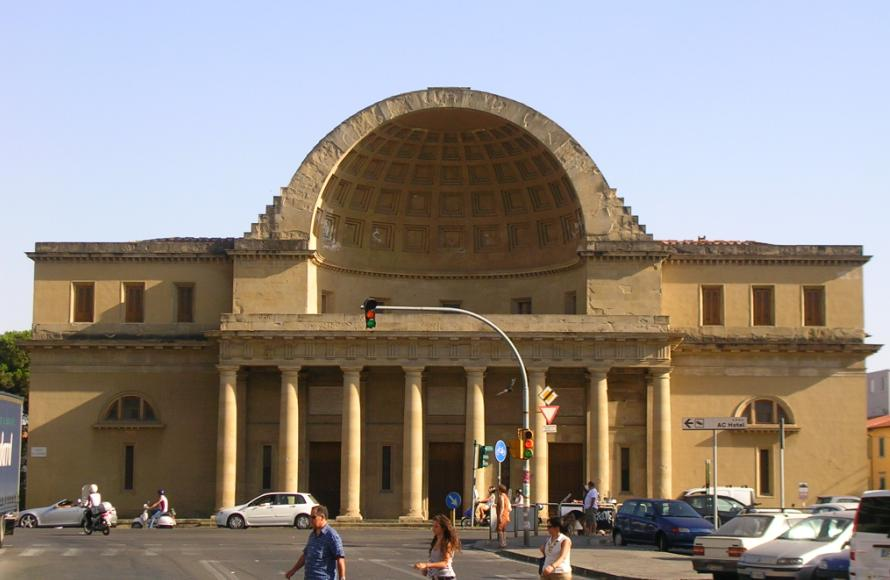
Il Cisternone di Livorno, gestito da ASA

L'azienda nasce nel 1972 con il nome di AMG (Azienda Municipalizzata Gas), costituita dal Comune di Livorno.
Il 1º luglio 1975 il Comune di Livorno affida ad AMG anche la gestione dell'acquedotto comunale, variando la denominazione in AMAG (Azienda Municipalizzata Acqua Gas). Con il tempo AMAG diventa titolare della gestione degli acquedotti pubblici dei comuni limitrofi. Contemporaneamente gestisce le farmacie comunali, l'illuminazione pubblica e gli impianti semaforici del Comune di Livorno, cambiando denominazione in ASEM (Azienda SErvizi Municipalizzata); nel 1998 ASEM cambia nuovamente la sua denominazione in ASA contemporaneamente alla propria forma giuridica (da azienda municipalizzata a società per azioni).
Nel 2003 l'azienda diviene oggetto di scissione societaria: da una parte nasce la LI.R.I. SpA (Livorno Reti ed Impianti), società patrimoniale del Comune di Livorno alla quale viene assegnata la proprietà delle reti, degli impianti e la gestione delle farmacie comunali, mentre dall'altra ASA ha la gestione dei servizi di acquedotto, fognatura, depurazione e distribuzione del gas.

## L'azionariato
AGA S.p.A. (Iren Acqua Gas S.p.A., Galva S.p.A. e Aquamet S.p.A.) 40%

Comune di Livorno 	22,941%

Comune di Piombino 	7,503%

Comune di Volterra 	2,491%

Comune di Pomarance	1,398%

Comune di Suvereto 	0,641%

Comune di Castelnuovo di Val di Cecina 	0,546%

Comune di Montecatini Val di Cecina 	0,444%

Comune di Monteverdi Marittimo 	0,155%

Comune di Castagneto Carducci 1,819%

Comune di Collesalvetti 	3,510%

Comune di Castellina Marittima 	0,402%

Comune di Riparbella 	0,293%

Comune di Guardistallo 	0,227%

Comune di Capraia Isola 	0,074%

Comune di Rosignano Marittimo 	6,763%

Comune di Santa Luce 	0,324%

Comune di Campiglia Marittima 	2,773%

Comune di Sassetta 	0,121%

Comune di San Vincenzo 	1,446%

Comune di Rio nell'Elba 	0,211%

Comune di Cecina 	 3,518%

Comune di Radicondoli 	0,130%

Comune di Montescudaio 	0,191%

Comune di Portoferraio 	1,527%

Comune di Campo nell'Elba 0,551%

Totale: 	100,000%